# Верхівське
Верхівське — селище в Україні, у  Ободівській сільській громаді Гайсинського району Вінницької області. До 2020 підпорядковане Верхівській сільській раді. Населення — 36 осіб.

## Історія
12 червня 2020 року, відповідно розпорядження Кабінету Міністрів України № 707-р «Про визначення адміністративних центрів та затвердження територій територіальних громад Вінницької області», село увійшло до складу Ободівської сільської громади.
19 липня 2020 року, в результаті адміністративно-територіальної реформи і ліквідації Тростянецького району, село увійшло до складу Гайсинського району.